# Grand Theft Auto: Chinatown Wars
Grand Theft Auto: Chinatown Wars è uno spin-off della serie di videogiochi di Grand Theft Auto. È stato sviluppato da Rockstar Leeds, in collaborazione con Rockstar North, e pubblicato da Rockstar Games; la sua uscita europea per DS è avvenuta il 20 marzo 2009, quella per PlayStation Portable il 23 ottobre dello stesso anno, quella per iOS il 17 gennaio 2010 e quella per Android e Fire OS il 18 dicembre 2014. È il quinto titolo della serie Grand Theft Auto a sbarcare su console Nintendo, dopo Grand Theft Auto, Grand Theft Auto 2 (entrambi per Gameboy Color), Grand Theft Auto Advance (per Game Boy Advance) e Grand Theft Auto: The Trilogy – The Definitive Edition che include Grand Theft Auto III
,Grand Theft Auto: San Andreas e Grand Theft Auto: Vice City  (per Nintendo Switch)
È ambientato in una Liberty City moderna (la stessa di GTA IV) e la trama si concentra sul sindacato del crimine della Triade. Conta un nuovo motore grafico, più ambientazioni e utilizza il touchscreen insieme alla connessione Wi-Fi Nintendo.

## Trama
Il gioco inizia con Huang Lee che raggiunge Liberty City a bordo di un jet privato. Il vero inizio della storia, però, avviene a Hong Kong, dove il padre di Huang è stato assassinato mentre "adorava" i suoi averi: coca pura e donne a pagamento. Pur disinteressato agli affari in cui il padre era invischiato, Huang ha comunque promesso di vendicarlo a qualunque costo. La famiglia Lee da tempo ormai si tramanda una spada cerimoniale chiamata "Yu Jian", la quale deve essere tenuta dal capo della famiglia che ora è lo zio Wu Lee, detto Kenny, il quale abita a Liberty City, negli Stati Uniti. Anche se in realtà questa spada fu vinta a carte dal padre di Huang, la cerimonia e la tradizione, seppur inventate, sono comunque diventate una cosa importante.
Raggiunta Liberty City, però, Huang cade vittima di un'imboscata dove un proiettile gli scheggia la fronte; i due uomini che l'hanno attaccato, credendolo morto, lo fanno annegare in mare insieme all'auto. Huang però sopravvive, raggiunge Kenny e si mette ai suoi ordini per aiutarlo nei suoi affari, mentre lui cercherà di scoprire chi c'è dietro l'uccisione del padre di Huang e dell'agguato subito da Huang all'aeroporto. Huang fa poi la conoscenza di Ling Shan, una ragazza che lavora per Kenny e che ben presto verrà uccisa da alcuni gangster che invadono il territorio di Kenny.
Diventa subito chiaro che le Triadi di Liberty City sono in subbuglio: il capo indiscusso, Hsin Jaoming, sta per cedere il potere a un suo sottoposto e le persone in carica per il posto di capo delle Triadi di LC sono Wu "Kenny" Lee, il figlio di Hsin, Chan Jaoming e il braccio destro del capo, Zhou Ming. Kenny è da solo, non ha nessuno che gli copra le spalle e tiri su la candidatura, e i recenti attacchi al suo territorio lo stanno facendo sembrare uno smidollato agli occhi del capo; Chan è invece il tipico figlio di papà che tutto ha e tutto vuole e dalla sua ha solo il padre, che ben presto renderà chiaro il suo pensiero sulla possibilità che Chan diventi il prossimo capo. Zhou è infine il più papabile dei canditati: oltre a sembrare il più adatto a ricoprire il ruolo, ha tutte le Tong dalla sua parte, cosa molto importante per ottenere il potere supremo su tutte le Triadi della città.
Huang si ritroverà a dover lavorare per tutti e tre i candidati al potere, dato che Kenny vuole che Huang scopra quanto più possibile sui suoi rivali al potere così da agevolarsi nella corsa al posto di Hsin. Ben presto, tra attacchi contro le gang, distruzioni di proprietà e tanto altro, Huang conoscerà Wade Heston, un poliziotto che vive su una linea molto sottile che divide il poliziotto buono da quello corrotto, e tallonato dai Servizi Interni che stanno cercando di fargli la pelle; si unirà alla crociata di Huang a una sola condizione: Wade fornirà informazioni se Huang gli permetterà di fare un arresto importante, il che avrebbe funzionato se Huang, per eccessiva foga, non avesse eliminato l'unico uomo che poteva portarlo al capo dei Wonsu Nodong, un'organizzazione interna dei Midtown Gangsters.
Nel tentativo di rimettere in sesto le cose, la situazione degenera: gli affari di Kenny vengono danneggiati dagli Spanish Lords, mentre Chan è stato arrestato dai federali, i quali stanno addosso a tutte le attività di tutte le Triadi della città. Hsin ritiene che nell'organizzazione ci sia una talpa, e Huang sacrifica momentaneamente la ricerca del colpevole dell'omicidio del proprio padre e del proprio tentato omicidio a favore della nuova missione.
Chan tende un'imboscata al suo gruppo che lavorava per lui e li elimina, Zhou continua la sua vita di sempre grazie alla sua mentalità da pazzo esagitato, e Kenny si muove di tanto in tanto contro i suoi nemici di sempre. Inaspettatamente, però, Hsin Jaoming intende spuntare alla carica: vuole sapere il nome della talpa e ha varie possibilità nella sua lista che vanno dagli Angels of Death sino ai Midtown Gangsters, ed ovviamente tra questi c'è lo stesso Huang che verrà però salvato dallo zio. Sarà così che Huang comincerà a lavorare per Hsin contro i Midtown Gangsters e per conto di Lester Leroc, un investigatore da strapazzo assoldato da Hsin per scoprire se la talpa si trova tra gli Angels of Death, anche se in entrambi i casi il risultato sarà un tremendo fiasco, così come la stessa pista aperta da un italiano, Rudy D'Avanzo, contro una famiglia italiana appena affiliata alla Triade. Qui tornerà alla carica Wade che, grazie ad un contatto interno della FIB, fornirà a Huang le informazioni necessarie per risolvere il mistero: la spia non è una, ma ben due. Secondo dei file rubati alla FIB, Chan ha spifferato sugli affari di Zhou, il quale, a par condicio, ha fatto lo stesso in merito a Chan. Il risultato di questo comportamento porta ad una sola soluzione secondo il codice della Triade: entrambe le spie devono essere eliminate. Comincerà così l'ultima fase della storia con Kenny che salirà al potere dopo l'abdicazione di Hsin, in parte per la vergogna, e con Huang che eliminerà Zhou e Chan. Wade ricontatta Huang, e gli afferma che in realtà i file ottenuti erano dei falsi: né Zhou né Chan avevano spifferato nulla; il vero colpevole è il capo dei Wonsu Nodong, uomo che secondo Wade si incontrerà con il contatto corrotto della FIB a Charge Island.
Alla fine, però, si scopre che dietro a tutto quanto c'è sempre stato lo zio, Wu "Kenny" Lee, la cui bramosia di potere lo ha portato a volere tutto e subito nonostante ci fossero già stati accordi diversi con Hsin. Kenny non ha voluto solo il potere e la spada cerimoniale, ma ha anche gestito la gente che gli stava a fianco come pedine di una scacchiera, il tutto con il fine ultimo di ottenere un potere unico ed incontrastato sopra ogni membro della Triade di LC. Huang ovviamente manterrà la promessa fatta sulla tomba del padre e, dopo un lungo inseguimento, raggiungerà Kenny e lo farà fuori permettendo così a Wade di fare il suo arresto importante, a Hsin di vendicarsi contro la Triade e a quest'ultima di avere un nuovo capo che segue la tradizione di un tempo ma che è anche capace di vedere la realtà dei giorni d'oggi.
Il gioco continua anche dopo la fine ufficiale della trama. Quando l'ultima missione viene completata, Huang riceve una e-mail che parla di due leoni Fo nascosti in città. Dopo che Huang li avrà ritrovati, si avrà l'accesso al Rockstar Games Social Club e si avrà l'opportunità di sbloccare un nuovo personaggio: Xin Shan. Huang incontra Xin, che gli insegna a rubare un Rhino distraendo la polizia mediante un complesso piano. La polizia scopre però il piano ed inizia a sparare contro Xin. Huang tenterà in tutti i modi di portarlo in salvo, ma sarà tutto inutile. In punto di morte, Xin rivela ad Huang di essere il fratello di Ling, la ragazza uccisa all'inizio del gioco. Alla fine Huang piange per entrambi.

## Modalità di gioco

Screenshot dell'inizio del gioco (versione PSP)

Il gioco, animato mediante una grafica in cel-shading e con una visuale dall'alto reminiscente dei primissimi titoli della serie, presenta la consueta struttura a mappa aperta con le missioni tanto secondarie quanto principali giocabili in maniera slegata tra di loro.
L'innovazione che però il titolo si porta è il gameplay tarato sulla periferica particolare del DS che, dividendo tra i tasti analogici ed il touch screen, ne rivede un po' la struttura di gioco: laddove lo schermo superiore mostra appunto la sessione di gioco regolarmente, lo schermo inferiore permette invece, mediante una particolare interfaccia digitale con incorporato un GPS, il monitoraggio delle statistiche vitali del personaggio e la gestione del suo arsenale, oltreché all'interazione col PDA del personaggio (che difatti va a sostituire il cellulare dei titoli precedenti) per mezzo di cui si potranno ricevere le e-mail dei vari personaggi del gioco, acquistare on-line armi e munizioni e collegarsi alla Nintendo Wi-Fi connection per usufruire dei servizi del Rockstar Social Club. 
La sceneggiatura del gioco è opera di Dan Houser e David Bland. La colonna sonora del gioco "Chinatown Wars", di Ghostface Killah & MF Doom, prodotta da Oh No degli Stones Throw, è stata da poco pubblicata esclusivamente su iTunes.
Sono presenti diversi minigiochi tra cui:
- Defibrillazione: in questo minigioco, che si svolge durante le missioni secondarie di paramedico, bisogna salvare la vita alle persone in defibrillazione colpendo il loro cuore con lo stilo del DS finché esso non riparte.
- Taxi: lo scopo del minigioco è di prelevare i clienti dalla strada e portarli a destinazione del minor tempo possibile.
- Tatuatore: bisogna ricalcare con lo stilo un disegno su una parte del corpo di uno dei clienti. Può essere usato anche per guadagnare soldi nel gioco.
- Assalto ai furgoni di Ammu-Nation: all'interno di Liberty City si aggirano diversi furgoni di Ammu-Nation che trasportano armi. Il compito sarà quello di rubarli e, una volta portati in un luogo isolato, aprirli con una fiamma ossidrica e depredare il carico.
- Spacciatori: nella nuova Liberty City sono presenti 80 spacciatori. La missione è trovarli tutti e trattare con loro, acquistando droga o rivendendola. In questo modo è possibile guadagnare denaro.
- Raschia e vinci: sparsi per la città vi sono 36 negozi che offrono la possibilità di grattare dei biglietti della lotteria, noti come "Raschia e vinci". In questo modo è possibile ottenere armi, soldi, vita, giubbotti antiproiettile e persino un rifugio unico.
- Cassonetti: nel territorio cittadino si nascondono dei cassonetti di immondizia rossi e verdi. I cassonetti rossi nascondono armi mentre quelli verdi bonus unici, come: teste di pesce, hot dog, preservativi usati e talvolta soldi. Per trovare gli oggetti il giocatore deve spostare i sacchi di immondizia usando lo stilo e può inoltre schiacciare gli scarafaggi che tentano la fuga.

## Personaggi
- Huang Lee: protagonista del gioco, è un venticinquenne cresciuto nel lusso ad Hong Kong. Arriva a Liberty City dopo la morte del padre e riesce ben presto ad adattarsi al mondo criminale sfruttando la sua capacità di trattare con tutte le classi sociali. Dopo essere stato assalito al suo arrivo a Liberty City, inizia a lavorare per lo zio Kenny venendo ben presto a contatto con le altre fazioni della triade e addirittura con le altre famiglie criminali di Liberty City. La sua vita non sarà però semplice: verrà accusato più volte di tradimento, soprattutto dal capo della triade, Hsin Jaoming, ma alla fine riuscirà a prendere il comando della triade, facendo arrestare Hsin.

- Wu Lee: zio di Huang, è un quarantottenne cresciuto anch'egli, come il nipote, in Cina; si è trasferito da giovane a Liberty City, dove possiede un ristorante nel quartiere di Dukes, è soprannominato Kenny ed è considerato uno dei tre candidati a succedere a Hsin Jaoming a capo della triade. Caratterizzato da un'estrema posatezza, incaricherà Huang di combattere contro gli Spanish Lords e di riscuotere la protezione dai negozianti passando gradualmente in secondo piano fino a che non si verrà a conoscenza del suo segreto. Uccide il padre di Huang, sotto ordine di Hsin. Tradisce poi lo stesso, che viene quasi ucciso. Durante una sparatoria tra Huang e lui, rimane ucciso.

- Hsin Jaoming: settantatreenne capo della triade che dopo tanti anni di comando ha deciso di ritirarsi e per questo tutte le triadi sono in trepidazione per conoscere il suo successore. Conosciuto Huang, lo sfrutterà molto per i suoi lavori anche se lo accuserà più volte di tradimento. Molto legato alle tradizioni, sembra deciso a non nominare il figlio Chan suo successore, nonostante questo sia considerato uno dei tre candidati alla sua successione, definendolo un buono a nulla. Si rivela essere il mandante dell'omicidio del padre di Huang. Verrà gravemente ferito e poi arrestato.

- Chan Jaoming: il figlio del capo della triade, Hsin Jaoming, quarantenne che vive nel lusso e nello spreco, è sicuro di succedere al padre alla guida della triade, anche se sembra l'unico ad esserne convinto non essendo rispettato praticamente da nessuno all'interno della triade. Incapace sotto tutti i punti di vista, verrà più volte salvato da Huang dopo essersi messo nei guai facendo poi passare al padre le gesta del ragazzo come sue.

- Zhou Ming: terzo aspirante alla successione di Hsin all'interno della triade, si comporta (a differenza di Kenny e Chan) non come un sottoposto ma come un vero e proprio rivale di Hsin. Come detto prima le missioni che Zhou affiderà a Huang saranno sempre per fini personali e non per fini di Hsin, inoltre preferirà spesso svolgere le missioni in prima linea e uccidere Hsin, ma Huang lo fermerà.

- Wade Heston: poliziotto ex infiltrato tra gli spacciatori di Bohan entrato in contatto col mondo della droga da cui è diventato dipendente con la Commissione degli affari interni che cerca in ogni modo di arrestarlo. È un amante del cinema e verrà spesso salvato da Huang anche se alla fine avrà un ruolo determinante nella scalata al potere del ragazzo.

- Rudy D'Avanzo: mafioso di una non specificata famiglia in continua lotta con Jimmy Capra dei Messina. È un doppiogiochista di cui Huang sarà costretto a fidarsi con un particolare vizio: ama vestirsi con abiti da donna.

- Lester Leroc: noto come Lee King, è un investigatore privato ingaggiato dalla triade per indagare sugli Angels of Death. Affiderà a Huang tutti i compiti che non sarà in grado di svolgere, in quanto è un totale incapace.

- Ling Shan: ragazza che lavora per Kenny della quale Huang si innamorerà, verrà uccisa dagli Spanish Lords nella terza missione del gioco.

- Xin Shan: è il fratello di Ling che farà parte di due missioni speciali, che potranno essere sbloccate con l'accesso al rockstar games sociale club, ma solo su nintendo DS, (oramai non più disponibili per la chiusura dei server di gamespy di cui rockstar si avvaleva di alcuni suoi giochi, fra cui questo).

## Colonna sonora
La colonna sonora di GTA: Chinatown Wars comprende 11 stazioni radio (delle quali solo le prime 5 ascoltabili sulla versione per Nintendo DS e delle quali solo le prime 6 ascoltabili sulla versione per PlayStation Portable). Le tracce sono tutte strumentali.
DJ Khalil
Tutte le musiche di questa radio sono dell'omonimo produttore DJ Khalil.
- DJ Khalil - The Game
- DJ Khalil - Chin Danny
- DJ Khalil - Danny Tox
- DJ Khalil - More Meters
- DJ Khalil - Make It Rain
- DJ Khalil - Take It Away
- DJ Khalil - New Bishop
- DJ Khalil - Mr. Skee
- DJ Khalil - Busta Danny
- DJ Khalil - Big Thunder
- DJ Khalil - Chin Danny Rock Beat

DFA
Il nome deriva dalla casa discografica DFA Records, associata agli artisti delle tracce di questa radio.
- Altair Nouveau - Space Fortress
- Walter Jones - The Odyssey Sound (Mogg & Naudascher Edit)
- Mogg & Naudascher - Moon Unit (Part 1)
- The Juan MacLean - The Simple Life
- Mogg & Naudascher - Moon Unit (Part 2)
- Plastique De Rêve - Lost In The City
- Skatebård - Pagans
- Max Brannslokker - Stropharia
- Strangelets - Riot On Planet 10 (Blitz Gramsci Remix)

Turntables On The Hudson
- Nickodemus - 2 Sips & Magic
- Nickodemus & Osiris - Brooklyn Ole
- Zeb - Toe To Toe
- Nickodemus - Sun Children
- Nickodemus & Quantic - La Lluvia
- Nickodemus & Zeb - Bellies & Brass
- Zeb - Revolutionary Dreams
- Zeb - Afro Disco (Infragandhi & Cameleon Selecta Remix)
- Zeb - Turbo Jeepsy
- Zeb - Balkany & Flowers

Tortoise
Il nome deriva dall'omonimo gruppo post-rock dei Tortoise, fondato nel 1990, di cui sono le canzoni in quest radio.
- Tortoise - Minors
- Tortoise - Salt the Skies
- Tortoise - Charteroak Foundation
- Tortoise - Seneca
- Tortoise - High Class Slim Came Floatin' In
- Tortoise - Penumbra
- Tortoise - Gigantes
- Tortoise - Northern Something
- Tortoise - Prepare Your Coffin
- Tortoise - 3 Ten Day Interval

Anvil
Il nome deriva dall'omonimo gruppo heavy metal canadese degli Anvil, a cui appartengono le canzoni di questa radio.
- Anvil - Winged Assassins
- Anvil - 666
- Anvil - Forged In Fire
- Anvil - March Of The Crabs
- Anvil - Metal On Metal
- Anvil - School Love
- Anvil - Thumb Hang

SinoWav FM
- Ren Tongxiang - Caravan Bells On The Silk Road
- He Xunyou - Flying Carp
- Central Traditional Orchestra - A Trip To Lhasa - Movement 4: Driving Out Demons
- Wang Changyuan - Battling Against Typhoon
- Wang Changyuan - Guangling Strains
- Wang Changyuan - Lofty Mountains And Flowing Water
- China Central Folk Music Orchestra - Oriole Singing
- Zhu Runfu - Autumn Reflections By The Dongting Lake

Alchemist
Il nome deriva dal produttore musicale statunitense The Alchemist, che ha prodotto le musiche di questa radio.
- Gangrene - The Lost One
- Gangrene - Haha
- Gangrene - Assassin
- Gangrene - Crimerate
- Gangrene - Future Trains
- Gangrene - Clubster
- Gangrene - The Thirst
- Gangrene - Quick Jux
- Gangrene - Crack
- Gangrene - Tight

Ticklah
Il nome deriva dall'omonimo disc jockey e musicista Ticklah. In questa radio sono presenti anche altre canzoni reggae non sue.
- Ticklah - Pork Eater"
- Sonic Boom - The Dub And The Restless
- Ticklah - Dub It Today
- Douglass & Degraw feat. Rob Symeonn - Wicked A Go Dub It
- Rootical Sound - Horny Dub
- Calbert Walker - General TSO
- Ticklah - Descent
- Ticklah - Nine Years

deadmau5
Il nome deriva dal disc jockey canadese deadmau5, che pertanto appartiene al gruppo BSOD, a cui appartengono alcune canzoni di questa radio..
- BSOD - Oblique
- BSOD - Choplifted
- deadmau5 - Hi Friend!
- deadmau5 - Rubiq
- BSOD - Tilt
- BSOD - Lollercoaster (Kinda Funny Mix)
- BSOD - Lollercoaster (Outright Hilarious Mix)
- BSOD - Saws and Squares
- BSOD - Game Over
- BSOD - Milton

Truth + Soul
Il nome deriva dalla casa discografica Truth & Soul Records, associata agli artisti delle canzoni di questa radio.
- Bronx River Parkway - Song For Ray
- El Michels Affair - Detroit Twice
- El Michels Affair - Too Late To Turn Back
- Lee Fields & The Expressions - My World
- El Michels Affair - El Pueblo Unido
- Bronx River Parkway feat. Jose Parla & The Candela All Stars - La Valla
- Bronx River Parkway & The Candela All Stars - Me Toca
- The Expressions - Money Is King
- Cosmic Force - Ghetto Down
- Cosmic Force - Trinidad Bumb

Prairie Cartel
Deriva dal gruppo rock dei Prairie Cartel,  a cui appartengono tutte le tracce di questa stazione radio.
- Prairie Cartel - Burning Down The Other Side
- Prairie Cartel - Beautiful Shadow
- Prairie Cartel - Magnetic South
- Prairie Cartel - Narcotic Inciduos
- Prairie Cartel - Fuck Yeah, That Wide
- Prairie Cartel - Cracktown
- Prairie Cartel - Suitcase Pimp
- Prairie Cartel - No Light
- Prairie Cartel - Lost All Track Of Time
- Prairie Cartel - Cloud Sombrero

## Controversie
Come per gran parte dei giochi della serie di Grand Theft Auto, anche Chinatown Wars s'è trovato al centro di alcune polemiche, una delle maggiori è sicuramente il fatto che l'intero gioco è basato sulla compravendita di droghe, in un gioco destinato a piattaforme per bambini, sebbene il gioco sia classificato 18+ dalla PEGI e M dalla classificazione ESRB.

## Accoglienza
La rivista Play Generation diede alla versione per PlayStation Portable un punteggio di 90/100, trovandolo un GTA in piena regola, pur con un differente approccio visivo, reputandolo un titolo da provare.